# Käfertal (Mannheim)
Käfertal ist ein Stadtbezirk von Mannheim in der Metropolregion Rhein-Neckar und gliedert sich in die Stadtteile Käfertal-Mitte, Speckweggebiet, Käfertal-Süd, Sonnenschein und Franklin.

## Geographie
Käfertal liegt im Nordosten Mannheims. Angrenzende Stadtbezirke sind Vogelstang, Feudenheim, Wohlgelegen und Waldhof. Im Nordosten liegt die Stadt Viernheim (Landkreis Bergstraße).

## Geschichte
1175 wurde Käfertal erstmals in einer Schenkungsurkunde des Wormser Bischofs an das Kloster Lorsch urkundlich erwähnt. Die erste datierte Erwähnung des Dorfs Käfertal erfolgte am 30. April 1227 als Keverndal in einer Urkunde des Pfalzgrafen Ludwig I. für das Kloster Schönau. Im Laufe der Geschichte wurden die Schreibweisen Cheverndal, Keverndal, Kefferndal, Kefferthal und Käferthal verwendet. Der Name leitet sich von Keverendale (Tal der Kiefern), der Lage am Rand des „Käfertaler Waldes“, ab. Gegen Ende des 13. Jahrhunderts wurde Käfertal kurpfälzisch. 1689 wurde das Dorf von den Franzosen im Pfälzischen Erbfolgekrieg zerstört. 1784 zählte man 484 Einwohner. 1803 wurde Käfertal badisch.
| Jahr | Einwohner |
| ---- | --------- |
| 1439 | 90        |
| 1577 | 225       |
| 1727 | 310       |
| 1818 | 1060      |
| 1852 | 1828      |
| 1875 | 4036      |
| 1895 | 6661      |

Lebten bisher ausschließlich alteingesessene Bauern- und Handwerkerfamilien hier, kamen durch die Industrialisierung zahlreiche Fabrikarbeiter hinzu. 1882 vollzog man einen Gemarkungstausch mit der Stadt Mannheim: die Spiegelfabrik auf dem Waldhof blieb bei Käfertal, dafür wurde der Luzenberg abgetreten. Als Ausgleich erhielt Käfertal die Felder nördlich des Speckwegs. 1884 erteilte man Mannheim die Erlaubnis, im Käfertaler Wald ein Wasserwerk zu bauen.
Eine bessere Verkehrsanbindung ermöglichte ab 1887 der Bahnhof Mannheim-Käfertal an der von Herrmann Bachstein erbauten, schmalspurigen Bahnstrecke Mannheim–Weinheim, die 1897 in die Süddeutsche Eisenbahn-Gesellschaft (SEG) und 1911 in die Oberrheinische Eisenbahn-Gesellschaft (OEG) überging. Diese unterhielt auch ein Anschlussgleis zum Wasserwerk sowie ab 1909 die in Käfertal beginnende Zweigstrecke über Wallstadt nach Heddesheim.
1897 folgte die Eingemeindung nach Mannheim. Ab 1903 verkehrte die Mannheimer Straßenbahn auf der extra hierfür elektrifizierten SEG-Strecke. Nach dem Ende des Ersten Weltkrieges wurden Siedlungshäuser in Käfertal-Süd gebaut. Die Überlassung erfolgte teilweise auf Rentenbasis für Kriegsversehrte. Noch heute stehen viele Häuser auf Grundstücken mit städtischem Erbbaurecht.
Am Ende des Zweiten Weltkriegs rückten die amerikanischen Truppen durch den Käfertaler Wald vor. Am Mittwoch, dem 28. März 1945, handelte Gretje Ahlrichs (* 15. Oktober 1917 in Lütetsburg; † 6. März 2012 in Mannheim), damals Telefonistin der Stadt Mannheim, über eine intakt gebliebene Leitung von der Innenstadt zum Wasserwerk Käfertal mit den im Wasserwerk befindlichen Amerikanern eine Feuerpause aus. Diese konnte sie nutzen, um einen der wenigen noch nicht geflohenen Mitarbeiter der Stadtverwaltung ans Telefon zu holen, der befugt war, die Kapitulation der Stadt auszuhandeln. Vermutlich war dies die erste telefonische Kapitulation in der Geschichte. Nach dem Krieg befand sich, mit dem Benjamin-Franklin-Village und mehreren Kasernen, bis zum Truppenabzug (2007 bis 2014) ein großer Stützpunkt der US-Armee in Käfertal. In den 1990ern wurde mit dem Rott ein eigenständiges Wohngebiet gebaut.

## Politik, Verwaltung

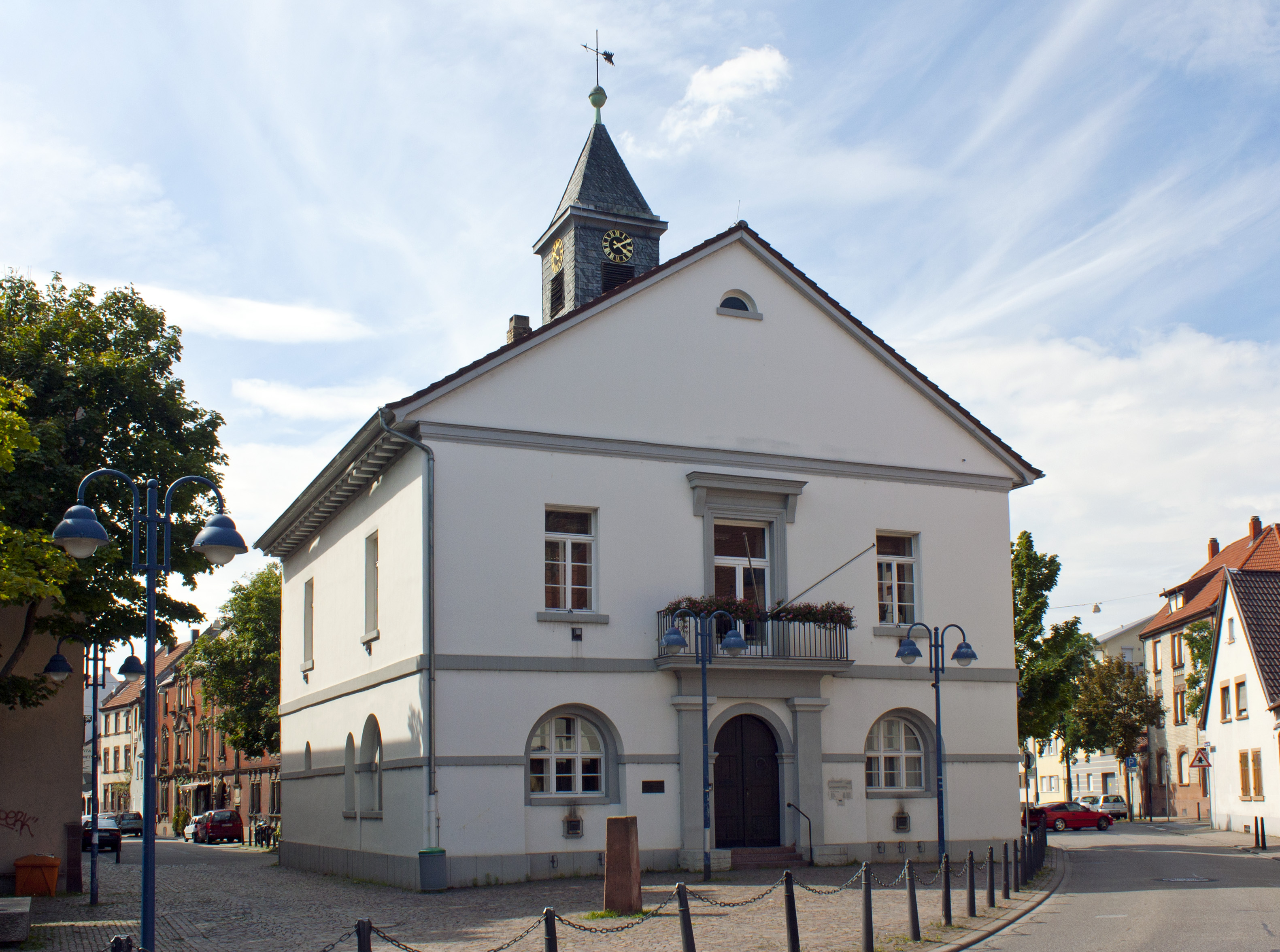
Käfertaler Rathaus

Nach der Hauptsatzung der Stadt Mannheim hat jeder Stadtbezirk einen Bezirksbeirat, dem 12 dort wohnende Bürger angehören, die der Gemeinderat entsprechend dem Abstimmungsergebnis der Gemeinderatswahl bestellt. Sie sind zu wichtigen Angelegenheiten, die den Stadtbezirk betreffen, zu hören und beraten die örtliche Verwaltung sowie Ausschüsse des Gemeinderats.
| Partei           | 2019 | 2014 | 2009 | 2004 | 1999 | 1994 |
| ---------------- | ---- | ---- | ---- | ---- | ---- | ---- |
| SPD              | 3    | 3    | 5    | 5    | 5    | 5    |
| CDU              | 2    | 4    | 4    | 5    | 7    | 5    |
| GRÜNE            | 1    | 1    | 1    | 1    | 0    | 1    |
| Mannheimer Liste | 1    | 1    | 1    | 1    | 0    | 1    |
| FDP              | 1    | 1    | 1    | 0    | 0    | 0    |
| Die Linke        | 1    | 1    | 0    | 0    | 0    | 0    |
| AFD              | 1    | 1    | 0    | 0    | 0    | 0    |

Als einer der elf äußeren Stadtbezirke besitzt Käfertal ein Gemeindesekretariat, dem örtliche Verwaltungsaufgaben obliegen.

## Kultur und Sehenswürdigkeiten

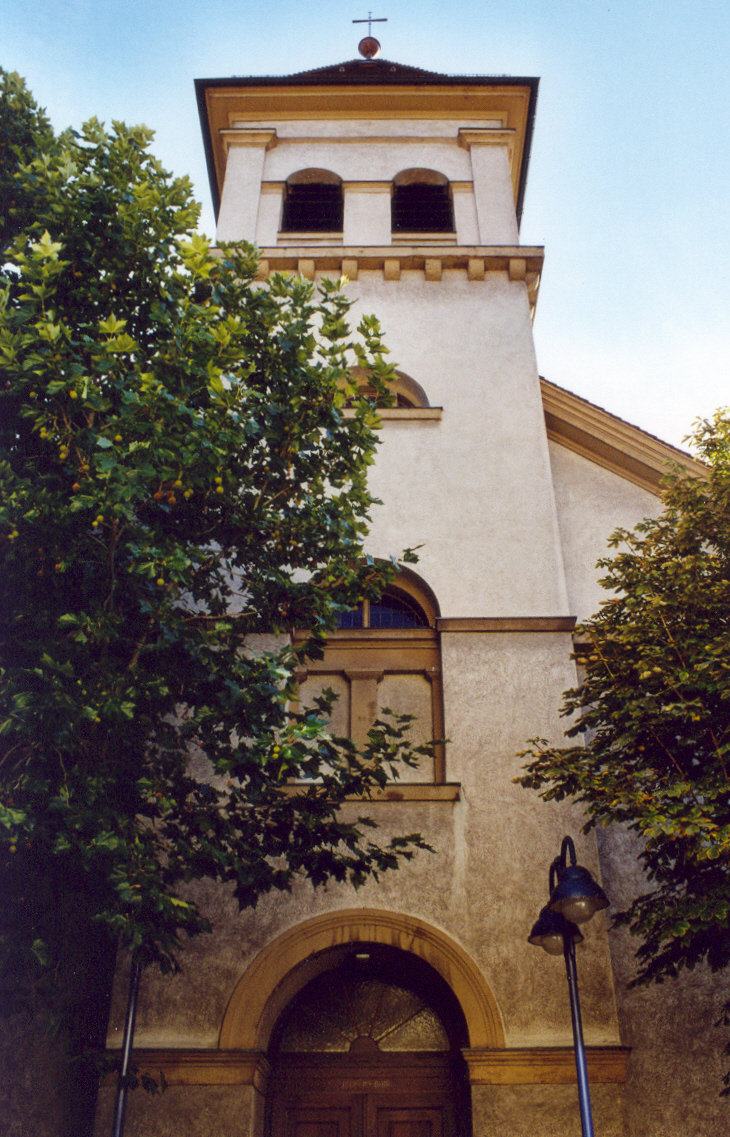
Laurentiuskirche im Weinbrenner-Stil

Die Mannheimer Straße ist die Haupteinkaufsstraße Käfertals, beidseitig gesäumt von Geschäften, Banken, Kulturhaus und Gastronomie. Das 1967 in Betrieb genommene Kulturhaus liegt im Stempelpark, der nach dem früheren Besitzer des Grundstücks und Ökonomen Ludwig Stempel benannt wurde. Im Käfertaler Kulturhaus fanden früher zahlreiche Konzerte von Rock- und Popgruppen statt, darunter von Bon Jovi im Rahmen ihrer ersten Deutschland-Tournee 1985, Metallica (1984), Die Toten Hosen (1987), Slayer (1987) und Mink DeVille. Die Ortsmitte besitzt eine ungewöhnliche Dichte von Bauten im Stil des Friedrich Weinbrenner. Das Rathaus (erbaut 1818/1819), die katholische Pfarrkirche St. Laurentius (1834/1835) und das Langhaus der evangelischen Unionskirche zeigen den für Baden typischen zurückhaltenden, aber wuchtig-körperhaften Klassizismus.
Käfertal ist zudem eine über die Stadtgrenzen hinaus bekannte Fastnachtshochburg. Sein Straßenfest ist eines der ältesten Feste dieser Art in der Region.

## Käfertaler Wald

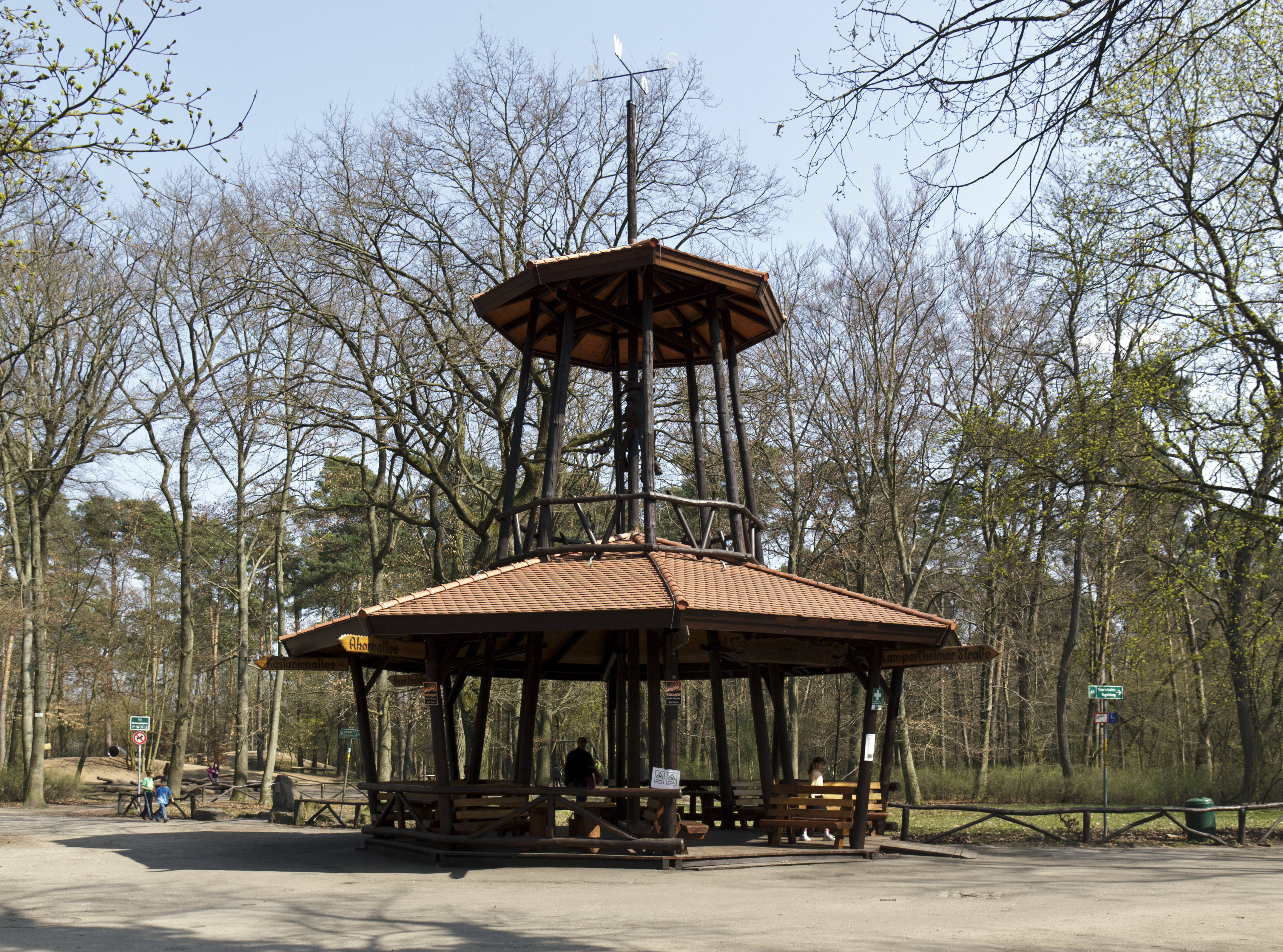
Der Karlsternpavillon im Käfertaler Wald

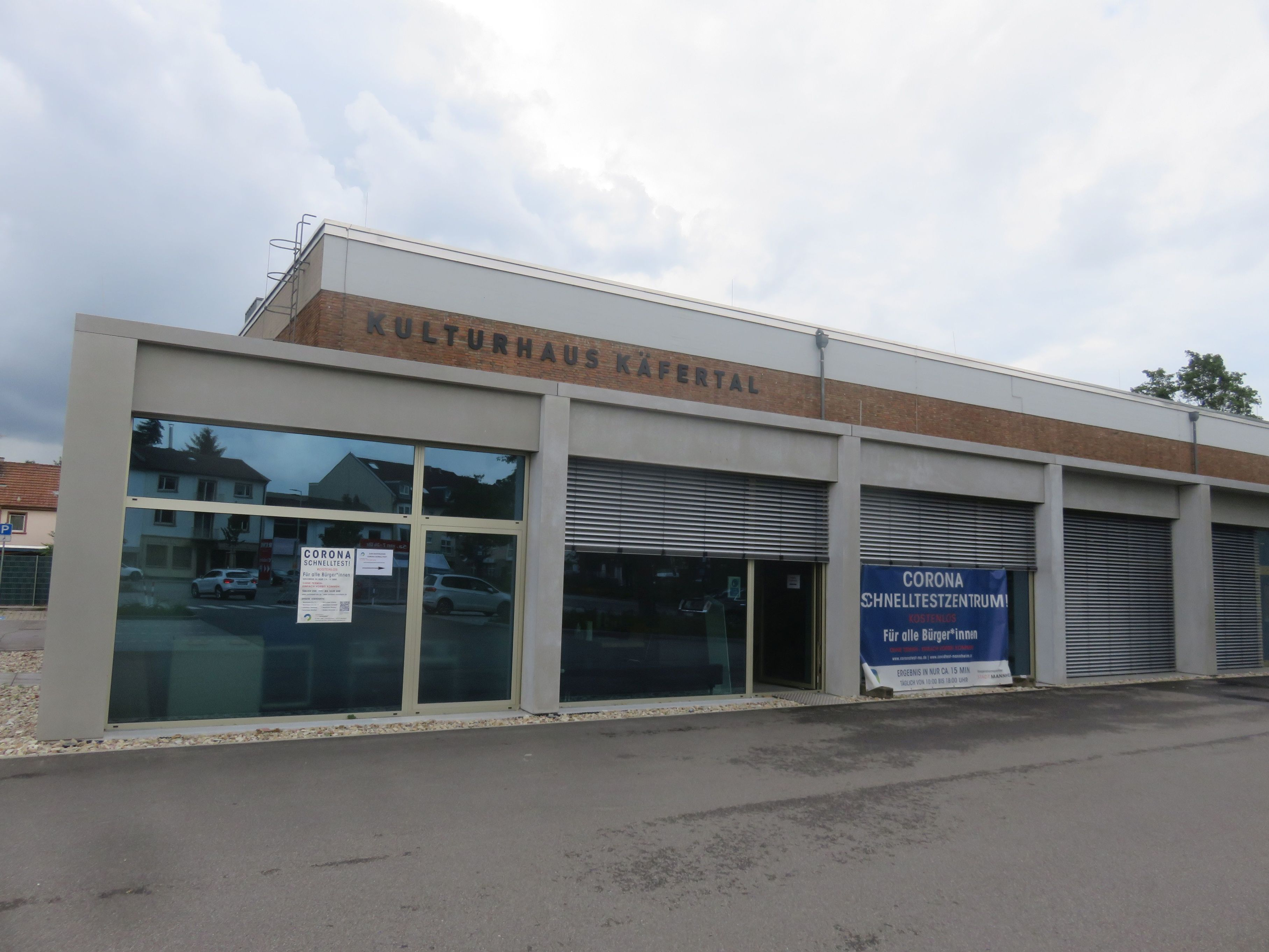
Käfertaler Kulturhaus (2021)

Im Norden liegt der Käfertaler Wald, der größte Wald Mannheims, mit verschiedenen Wildgehegen rund um den Karlstern. Der Käfertaler Wald war ursprünglich ein Jagdgebiet. Die Nutzung als Jagdrevier endet, als der kurfürstliche Hof von Mannheim nach München zieht, um sein bayerisches Erbe anzutreten. Danach wird der Käfertaler Wald zunehmend als Naherholungsgebiet genutzt. Ab ca. 1912 gibt es eine Gaststätte und ein Wildgehege am Karlstern. Das Wildgehege wird 1936 den Betreibern eines Wanderzirkus zur Verfügung gestellt. Es gab dort Pumas, Löwen, Affen, Bären und Schakale. Dieser Tierpark bestand bis 1956. Heute ist der Käfertaler Wald ein beliebtes Ausflugsziel am Wochenenden. Am Karlstern gibt es Wildgehege, einen Vogelpark, einen Spielplatz, eine Minigolfanlage mit dazugehörigen Bistro und ein Restaurant.

## Wirtschaft und Infrastruktur
Die Brown, Boveri & Cie. (BBC), aus der 1988 durch Fusion mit der schwedischen ASEA die Asea Brown Boveri (ABB) hervorging, gründete 1900 ihre deutsche Tochtergesellschaft in Mannheim und errichtete auf einem circa 85.000 m² großes Areal in Käfertal eine Fabrik. Gefertigt wurden Turbinen, Generatoren, Motoren und Transformatoren sowie Lokomotiven (zum Beispiel Baureihen 110, 140 und 141) in steigenden Stückzahlen, unter anderem Transformatoren für die Städtischen Elektrizitätswerke und Großkraftwerke in Mannheim, Frankfurt, Elberfeld, Elverlingsen und Hannover. Das Werk liegt verkehrstechnisch sehr günstig und es können über eine entsprechende Straßenanbindung Schwerlasten bis ca. 500 t in die nahegelegenen Rheinhäfen Mannheim bzw. Lampertheim transportiert werden.
Kurz vor der Fusion zur ABB beschäftigte BBC in Mannheim (Hauptwerk Käfertal und Lokomotivbau im Werk Süd) über 12.000 Mitarbeiter. Innerhalb weniger Jahre ging infolge verschiedener Restrukturierungsmaßnahmen die Mitarbeiterzahl bei ABB in Käfertal auf unter 800 zurück. Zum einen wurden Teile des Werks bzw. Produktionen geschlossen (zum Beispiel Transformatorenfabrik, Motorenfabrik, Klein- und Mittelmechanik etc.) oder verkauft (zum Beispiel Turbinen- und Generatorfabrik). Heute beschäftigt ABB rund 2200 Mitarbeiter in Mannheim-Käfertal. Unter anderem wird von hier aus das ABB-Geschäft in Deutschland und der Region Zentraleuropa geführt. Die meisten Mitarbeiter arbeiten für die Division Energietechnik-Systeme und Prozessautomatisierung. Das Werk-Süd gehört heute zu Bombardier und im ehemaligen Stammwerk (ca. 1700 Mitarbeiter, Stand 2008) befindet sich noch die Turbinenmontage und Großmechanik von Alstom.

### Öffentlicher Verkehr

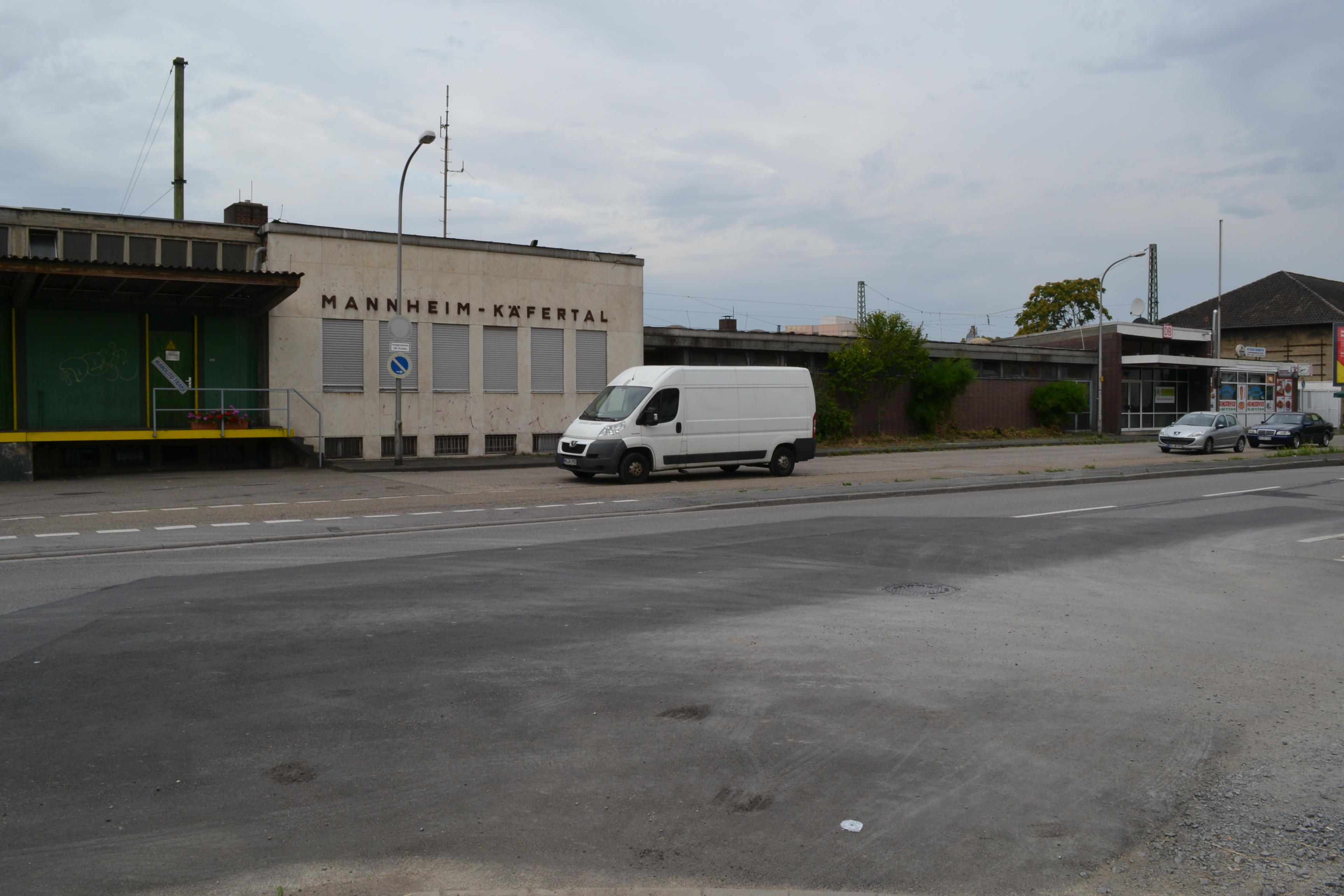
Bahnhof Mannheim-Käfertal

Der Bahnhof Mannheim-Käfertal liegt an der Riedbahn von Frankfurt am Main nach Mannheim. Am Bahnhof halten montags bis freitags zwei Regionalbahnen der Linie RB 62 am Nachmittag. Ein Zug verkehrt nach Biblis, der andere Zug zum Mannheimer Hauptbahnhof. Die östliche Riedbahn soll in die S-Bahn Rhein-Neckar mit einbezogen werden, sodass der Bahnhof künftig stündlich bedient wird. Die Straßenbahn-Linien 5, 5A und 15 der Rhein-Neckar-Verkehr GmbH (RNV) queren Käfertal im Südosten. Während sich die Linien 5 und 5A stadtauswärts am Bahnhof Mannheim-Käfertal RNV in Richtung Viernheim/Weinheim/Heidelberg und Heddesheim auftrennen, fährt die Linie 15 lediglich bis Wallstadt Ost. Mehrere Buslinien der RNV verbinden den Stadtteil mit dem Bahnhof Mannheim-Käfertal RNV und dem benachbarten Waldhof.

## Stadtteil Franklin
Im Rahmen der Konversion ehemaliger US-amerikanischer Wohn- und Kasernenflächen entsteht unter der Bezeichnung „Franklin“ im Nordosten des Stadtteils Käfertal ein neuer Stadtteil für etwa 10.000 Menschen. Im Jahr 2019 wird die Franklin durch den Mannheimer Gemeinderat zum 38. Stadtteil erklärt. Aktuell handelt es sich um die größte Konversionsfläche in Mannheim. Das Gebiet umfasst mit 144,3 Hektar den nach dem Zweiten Weltkrieg genutzten Bereich des Benjamlin-Franklin-Village, der ehemals größten Wohnsiedlung der US-Streitkräfte in Deutschland, der Offizierssiedlung sowie der ehemaligen US-Kasernen Sullivan Barracks und Funari Barracks. Südöstlich davon verläuft die Bundesstraße 38 mit dem angrenzenden Stadtteil Vogelstang, nordöstlich die Grenze zu Viernheim in Hessen.
Der Veränderungsprozess begann 2016 und wird sich voraussichtlich noch bis 2026 erstrecken. Der neue Stadtteil soll durch einen Mix von Wohnraum im Grünen, Arbeitsmöglichkeiten, Freizeitangeboten, Bildungseinrichtungen und Einkaufsmöglichkeiten überzeugen.
Die Franklin ist in fünf Quartiere gegliedert:
- FRANKLIN Mitte bildet das Zentrum und ist geprägt durch Geschosswohnungsbau und Reihenhäuser. Seit Dezember 2022 gibt es einen provisorischen WASGAU-Supermarkt[11]. Zudem gibt es eine öffentliche Sportanlage. Im Randbereich befindet sich das Nationaltheater Mannheims, welches in den Gebäuden des Alten Kinos gastiert.
- Funari bildet einen Wohn- und Dienstleistungsgürtel im Süd-Westen der Franklin. Neben der bunten Siedlung der Traumhaus AG gibt es ein Studentenwohnheim und ein Wohnangebot für ältere Menschen. Die Franklin-Klinik ist ein Komplex mit Gesundheitsinfrastruktur. Zudem befindet sich hier der Bildungsgrundstein durch die Franklinschule, welche eine Ganztagsschule ist.
- Die Offizierssiedlung befindet sich im Nord-Westen auf der Fläche, wo einst die US-Offiziere und Generäle mit ihren Familien lebten. Die ehemals amerikanischen Doppelhaushälften wurden saniert und die Siedlung insgesamt nachverdichtet. Teilweise sind die Grundzüge von amerikanischen Suburbs noch erkennbar. Das Quartier ist insbesondere bei jungen Familien eine gefragte Gegend.
- Das Quartier Sullivan ist direkt am Käfertaler Wald gelegen und eine klassische Wohnsiedlung mit einem Mix aus Einfamilienhäusern und Geschosswohnungsbau.
- Columbus Der Standort ist für den großflächigen Einzelhandel und kleinteiligeres Gewerbe ausgewiesen. Es bildet gleichzeitig die Kontaktstelle zum Stadtteil Vogelstang, östlich der B 38.[12]

In der Franklin zogen im Dezember 2017 die ersten Bewohner ein, der Stadtteil ist mit einem Durchschnittsalter von 30,8 Jahren verhältnismäßig jung.

### Buchstaben H O M E
Eine Besonderheit der Franklin sind die geplanten Baukörper in Form von Buchstaben, welche zusammen den Schriftzug HOME ergeben sollen. Die Gebäude sind als Hochhäuser konzipiert, um auch aus Entfernung als Buchstaben erkennbar zu sein. Das E (Sky Home) wurde als erster Buchstabe im Jahr 2023 fertiggestellt. Es bietet insgesamt 113 Eigentumswohnungen, welche durch die GBG vermarktet werden. Als zweiter Buchstabe wurde das H (Hochpunkt H) 2024 fertiggestellt. Das H beherbergt 122 Mietwohnungen sowie Gewerbeeinheiten und eine Kita, welche alle von der GBG bewirtschaftet werden. Voraussichtlich 2025 wird das O („Orbit“) bezugsfertig werden, welches zudem durch seine blaue Fassade und viele kleine bunte Balkone hervorsticht. Das O wird durch den Investor RVI realisiert und soll 135 Eigentumswohnungen sowie 12 Gewerbeeinheiten enthalten. Die Realisierung des M ist mit Problemen durch den Baugrund belastet – zudem gab es Schwierigkeiten mit der Finanzierung. Nachdem ein neuer Investor gefunden wurde, wird jetzt von einem Baubeginn 2027 ausgegangen. Daraus ergibt sich eine gewisse Skurrilität, da die Buchstaben H-O-E realisiert sind, die nicht die gleiche Bedeutung ausstrahlen wie das geplante H-O-M-E.

### Mobilität
Seit 2018 ist die Franklin durch die E-Buslinie 67 an den Bahnhof Käfertal angebunden. 2020 eröffnet die MVV die Nachbarschaftsoase, welche Standort für das Car- und Bike-Sharing ist. Im Dezember 2023 nimmt die neue Linie 16 der RNV ihren Betrieb auf, diese erschließt Franklin mittels drei Haltestellen auf 1,8 km Fahrstrecke und bindet vorerst an die Bensheimer Straße an. Langfristig ist geplant, die Linie 16 bis zur Mannheimer Innenstadt zu verlängern. Der Ausbau der zweigleisigen Strecke mit Wendeschleife hatte rund 33 Millionen Euro gekostet.